# Seznam prešernoslovcev
Seznam prešernoslovcev. 

## B
- Wilhelm Baum - Zoran Božič - Štefka Bulovec - Stanko Bunc

## C
- Bartolomeo Calvi - Henry R. Cooper -

## D
- Franc Drolc

## G
- Igor Grdina - Pavel Grošelj -

## H
- Miran Hladnik -

## J
- Marko Juvan -

## K
- Jože Kastelic - France Kidrič - Janko Kos -

## L
- Fran Levstik -

## M
- Boris Merhar -

## O
- Anton Oven -

## M
- Kolja Mićević

## N
- Miha Naglič

## P
- Anton Pace - Pero Pajk - Luko Paljetak - Boris Paternu - Luka Pintar - Avgust Pirjevec - Tone Pretnar  -

## S
- Peter Scherber - Anton Slodnjak - Josip Stritar - Pavel Strmšek

## T
- Josip Tominšek - Boštjan M. Turk -

## V
- Josip Vidmar

## Z
- Črtomir Zorec - Jure Zupan - Tomo Zupan

## Ž
- Avgust Žigon